# Fayetteville (Virginie-Occidentale)
Pour les articles homonymes, voir Fayetteville.
La ville de Fayetteville est le siège du comté de Fayette, situé dans l’État de Virginie-Occidentale, aux États-Unis. Sa population s’élevait à 2 892 habitants lors du recensement de 2010, estimée à 2 762 habitants en 2018.

## Histoire
Fondée en 1837, la ville s'appelle d'abord Vandalia, en l'honneur du propriétaire des lieux Abraham Vandal. Elle prend le nom de Fayetteville en 1883, en référence à son comté, devant lui-même son nom à La Fayette.

## Démographie
| Groupe            | Fayetteville | Virginie-Occidentale | États-Unis |
| ----------------- | ------------ | -------------------- | ---------- |
| Blancs            | 95,8         | 93,9                 | 72,4       |
| Afro-Américains   | 3,0          | 3,4                  | 12,6       |
| Métis             | 0,7          | 1,5                  | 2,9        |
| Autres            | 0,5          | 4,6                  | 12,1       |
| Total             | 100          | 100                  | 100        |
|                   |              |                      |            |
| Latino-Américains | 1,6          | 1,2                  | 16,7       |